# Paramaretia peloria
Paramaretia peloria är en sjöborreart som först beskrevs av Hubert Lyman Clark 1916.  Paramaretia peloria ingår i släktet Paramaretia och familjen sjömöss. Inga underarter finns listade i Catalogue of Life.